# Voyager–1
A Voyager–1 az amerikai Voyager-program első űrszondája, melynek célja a Naprendszer külső bolygói és a csillagközi tér kutatása. A Földtől legtávolabb lévő űreszköz. Meglátogatta a Jupitert és a Szaturnuszt, és ez az első űreszköz, amelyik részletesen fényképezte e két bolygó holdjait. Az űrszonda eredeti neve Mariner Jupiter/Saturn A volt, de a felbocsátás előtt fél évvel átkeresztelték Voyager–1-re. Jelenleg a Földtől legtávolabbi emberek által készített tárgy.
Sebessége 61198 km/h, távolsága a Naptól 2025 júliusában 167 csillagászati egység (25 milliárd km). Ebből a távolságból 23 óra alatt érkezik a Voyager által küldött jel a Földre. a A Voyager–1 jelenleg a csillagközi térben halad.

## Küldetés

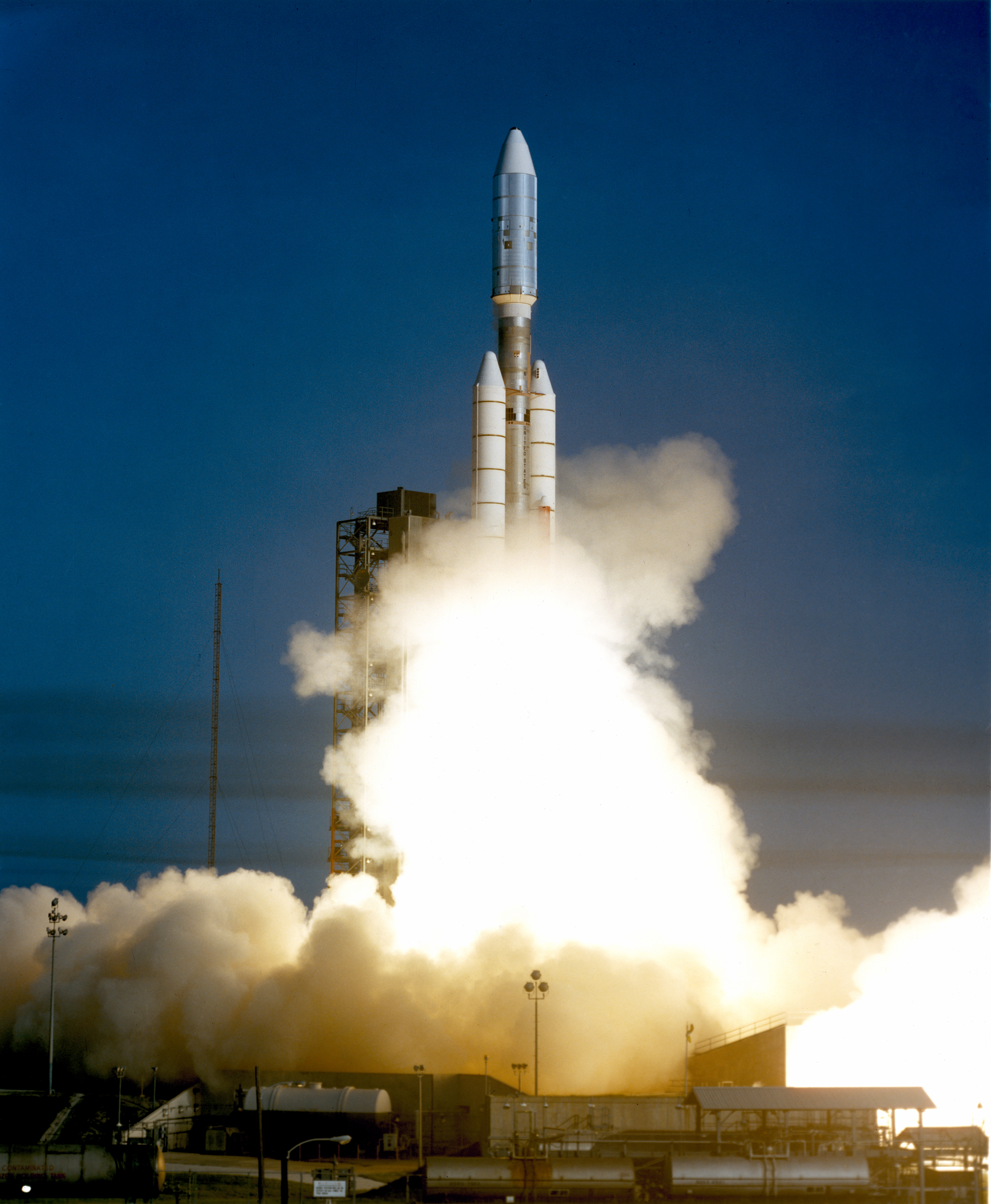
A Voyager–1 indítása

A Voyager–1-et 16 nappal a Voyager–2 után indították 1977. szeptember 5-én Cape Canaveralból. 15 km/s csúcssebességre gyorsult fel. Hat óra múlva 10 km/s sebességgel közelítette meg a Holdat. 500 000 km távolságból 6 felvételt készített a Föld–Hold rendszerről. Ezeket a fedélzeten tárolta és október 8-án, 30 millió km-ről visszasugározta.
Szeptember 11-én és 13-án pályaváltoztatásokat végzett, 24 kisebb hidrazin hajtóművet használva. Mivel gyorsabb pályán haladt, a Voyager–1 1977. december 22-én a kisbolygó-övben megelőzte a Voyager–2-t.
1979. március 5-én 280 ezer km-re közelítette meg a Jupitert, melynek gravitációja segítségével 14 km/s-ra gyorsult, így folytathatta útját a Szaturnusz felé. Két nap alatt több Jupiter-holdat is megközelített, köztük az Amaltheát, az Iót, az Europát és a Ganymedest. Január 24-től kezdve készített felvételeket az óriásbolygóról. A szűk látószögű kamerával 40 millió km-ről készült képek sokkal élesebbek voltak a Pioneer–10 és Pioneer–11 
által készített képeknél. Közben a szonda adatokat gyűjtött a légkör összetételéről: 82% hidrogén, 17% hélium, 0,05% metán, 0,01% ammónia, vízgőz, kén, nitrogén stb.

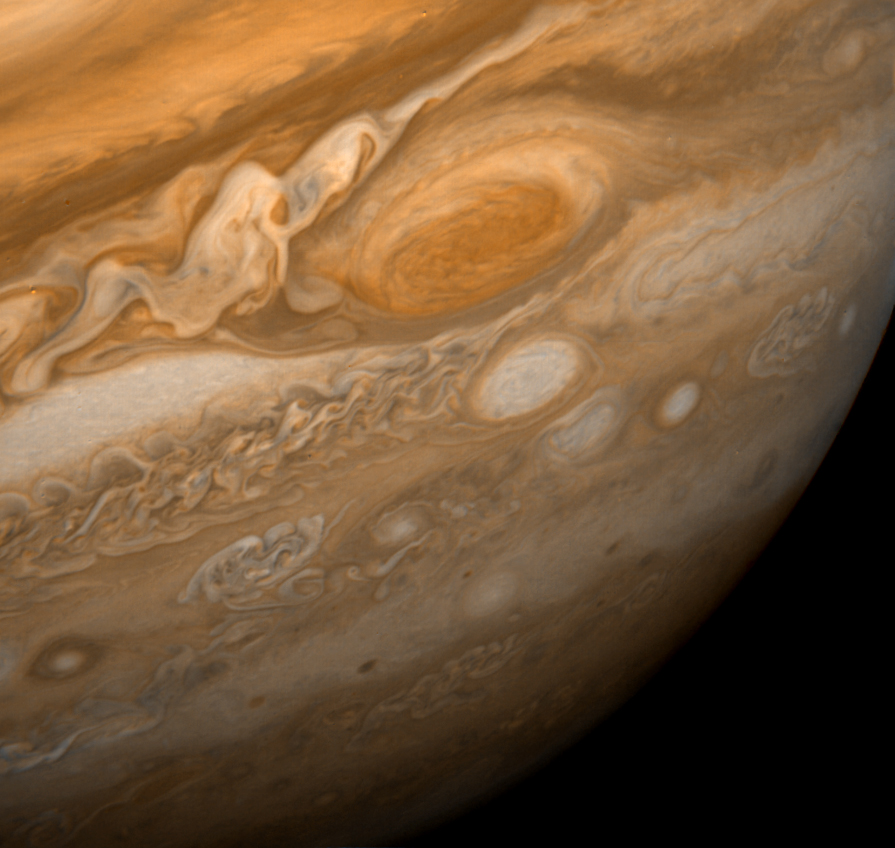
A Jupiter Nagy Vörös Foltja a Voyager–1 felvételén

A Nagy Vörös Folt egy légköri örvény, melyről 1979. március 5-től készített felvételeket 217 ezer km távolságból. Kiderült, hogy valamennyire a környező felhőrétegek fölé emelkedik. A légkörben több kisebb vörös foltot is felfedeztek. Az IRIS spektrométer 30 µm-en infravörös sugárzást észlelt. A Voyager–1 március 4-én felfedezte a Jupiter gyűrűjét, amely retrográd irányba kering 7 órás periódussal. A gyűrű 56 300 km távolságra van a legmagasabb felhőrétegektől, szélessége 8 700 km, vastagsága 30 km. A Voyager–1 fedezte fel a Jupiter 14. holdját, amely 30–40 km átmérőjű és 58 000 km távolságra kering.

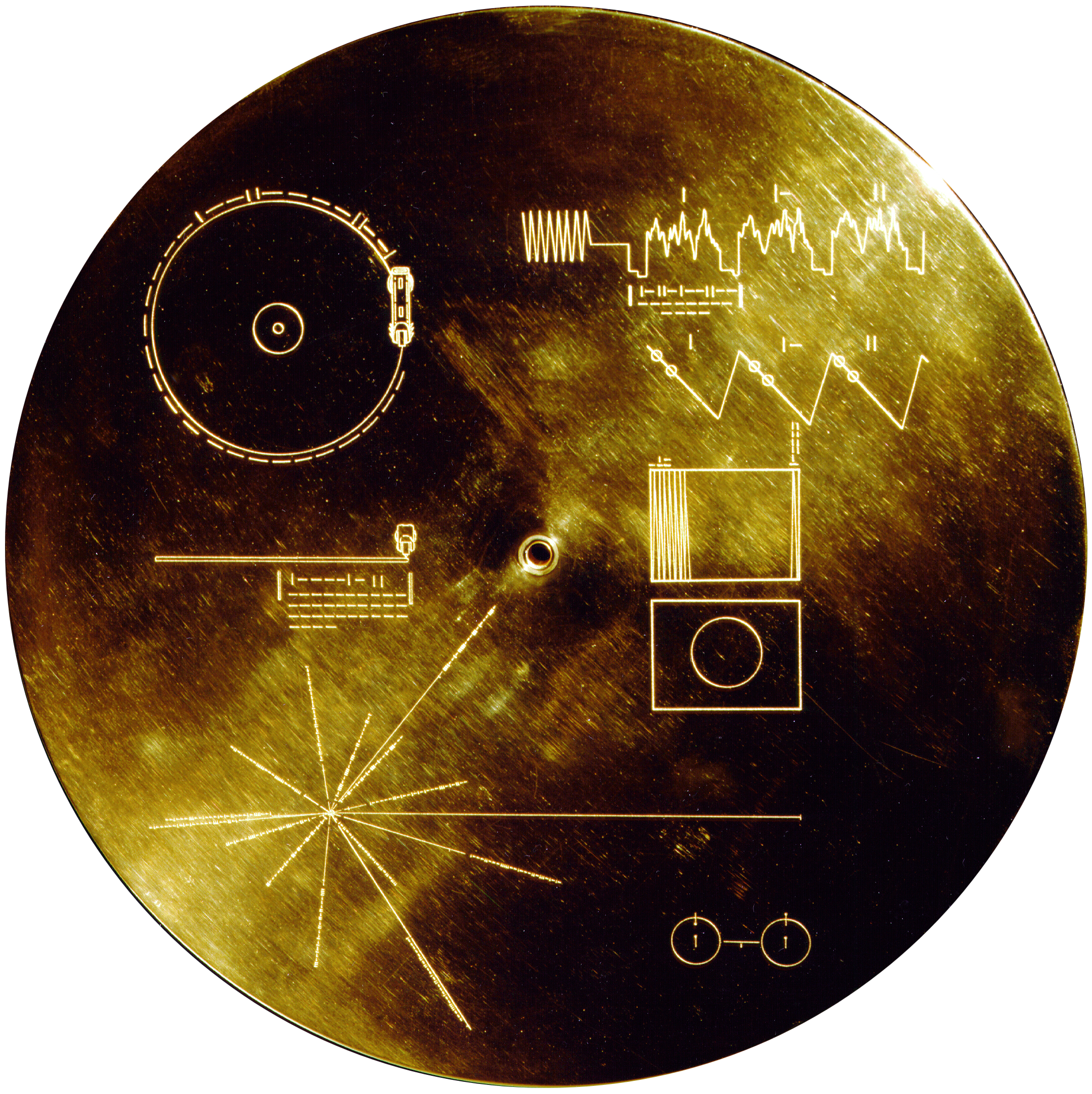
Aranylemezes űrüzenet

Ezek után a szonda a Szaturnusz felé vette az irányt, melyet 1980. november 12-én közelített meg 124 000 km-re. A bolygó hét holdját is megközelítette: a Titánt 4000 km-re, a Rheát 72 000 km-re, a Mimast 88 800 km-re, a Dionét 161 000 km-re, az Enceladust 202 500 km-re, a Tethyst 415 300 km-re és a Hyperiont 879 900 km-re. November 7. és 18. között a Voyager–1 2000 felvételt készített és 10 milliárd bit(körülbelül 10GB) információt sugárzott a Földre.
Újabb hintamanőver segítségével kilépett a Föld pályasíkjából és jelenleg a csillagközi tér felé repül. A NASA 2013. szeptember 12-én megerősítette, hogy a Voyager–1 2012. augusztus 1-én lépett be a csillagközi térbe.
2017. november 28-án egy tesztelés során beüzemelték az utoljára 1980-ban használt röppályamódosító (TCM - trajectory correction maneuver) hajtóműveket. A tesztre azért került sor, mert az általában használt helyzetszabályzó motor egyre megbízhatatlanabbul működött, így egyre nehezebbé vált a kommunikáció megteremtése a szondával. A NASA tervei szerint 2018 januárjától üzemszerűen használják majd a TCM motorokat, melyeknek hátránya a felfűtésükhöz szükséges nagy energiaigény. A várakozás szerint így 2-3 évvel meghosszabbítható a Voyager–1 használata.
2022 májusában szokatlan adatokat kezdett a Földre küldeni a Voyager. Később kiderült, hogy ez egy rendszerhibának volt köszönhető, amit javítottak, így újra elkezdett megfelelő adatokat küldeni.
2023 decemberétől az űrszonda FDS (flight data system) számítógépe nem működött megfelelően és nem kommunikált a telemetria-modulációs egységgel (TMU). A hiba miatt a Voyager nem volt képes tudományos adatokat küldeni a Földre, ugyanakkor az elküldött parancsokat vette és végrehajtotta. 2024 március elején a szonda értelmezhető adatokat küldött, bár még ezek sem voltak a normál működésnek megfelelőek. Az információk dekódolása után kiderült az FDS memóriájának tartalma érkezett meg. A mérnökök azt remélték, hogy az új és a régi hasonló adatokat összevetve talán kiderül a meghibásodás oka. Áprilisra kiderült, hogy a Voyager memóriájának 3%-a sérült, ami csak egy chipet érintett, és a hónap végére újra használható adatokat küldött a Földre, bár a tudományos adatok küldésére még mindig nem volt képes. 2024 júniusában a NASA bejelentette, hogy helyreállt a működése, mind a négy műszer rendben gyűjti a mérési adatokat, melyeket a szonda újra továbbít a Földre.
2024-ben az egyik hajtómű üzemanyag csöve eltömődött (0,25 milliméterről 0,035 milliméterre csökkent a keresztmetszet) az üzemanyagtartály öregedése során keletkezett szilícium-dioxidtól. Ezért egy másik, használaton kívüli hajtóművet kellett beindítani.
2024 október 16-án a NASA egy fűtőberendezés bekapcsolására adott parancsot a Voyagernek, ami a végrehajtásáról nem küldött választ. A szakemberek szerint a szonda beindította az önálló hibaelhárító rendszerét. Ez az energiafelhasználás csökkentésének érdekében változtatott a rádiós egység működésén. A kommunikáció egy nappal később helyreállt, de október 19-én ismét megszakadt a kapcsolat. Ezt követően egy 1981 óta használaton kívüli adóra álltak át, ami kevesebbet fogyaszt, de gyengébb erősségű jelet továbbit. Ezen keresztül október 24-re helyreállt az információ áramlás a Föld és a Voyager között. November végén sikerült újra beindítani az eredetileg használt adót.

## Jövője
Gyengülő radioizotópos termoelektromos generátora miatt azt számították, hogy 2020-ig tud tudományos méréseket végezni, de elvárások szerint tudományos mérőeszközei közül legalább egyet még életben fog tudni tartani 2030-ig. Az eredeti dátum 2025 volt, de egyes eszközök kikapcsolásával az évben ezt meghosszabbították. Az azt követő 11 évben már nem lesz energiája ezek működtetésére és 2036-ra el fogja hagyni a Deep Space Network, a NASA kommunikációs rendszerének hatáskörét.
Feltéve, hogy soha nem ütközik semmivel és nem lesz begyűjtve, a Voyager–1-et soha se fogja utolérni a New Horizons űrszonda. Az Oort-felhőt nagyjából 300 év múlva fogja elérni, ahol várhatóan 30 ezer évet fog tölteni, mire elhagyja és ezzel kilép a Naprendszerből. Ugyan nem halad egy csillag felé se közvetlenül, nagyjából 40 ezer év múlva el fog haladni a Gliese 445 csillagtól 1,6 fényévre. A NASA hivatalos közleménye azt mondta a két Voyager-szondáról, hogy „A Voyagerek sorsa, hogy – talán örökre – a Tejútrendszerben vándoroljanak.”

## Galéria
- A Halványkék pötty, a Voyager–1 egyik leghíresebb képe
- A Voyager felépítése
- A Voyager-1 az űrszimulátor kamrában
- Az aranylemez behelyezése a Voyager-1-be
- Lávafolyamok az Io felszínén
- Az Europa
- Felvétel a Szaturnuszról, négy nappal a közeli elhaladást követően
- A Rhea felszíne
- A Mimas, 425 ezer kilométer távolságból